# Acalypha acuminata
Acalypha acuminata är en törelväxtart som beskrevs av George Bentham. Acalypha acuminata ingår i släktet akalyfor, och familjen törelväxter. Inga underarter finns listade i Catalogue of Life.